# Гриневич, Константин Эдуардович
Константи́н Эдуа́рдович Грине́вич (21 сентября 1891, Вологда — 30 августа 1970, Харьков) — советский историк и археолог, музеевед, директор Керченского и Херсонесского музеев, главный редактор «Херсонесского сборника», доктор исторических наук, профессор.

## Биография
Закончил в 1910 г. вологодскую гимназию. Получил высшее историческое образование на историко-филологическом факультете Харьковского Императорского университета, где учился в 1910—1915 гг. Там же на кафедре Древней истории под руководством В. П. Бузескула продолжил дальнейшую научную подготовку к профессорскому званию. Чуть позднее был откомандирован в Петроград, где он в 1918 г. получил должность приват-доцента, а потом и доцента в Петроградском университете. Там же ему удалось некоторое время поработать с Б. В. Фармаковским, С. А. Жебелёвым и другими учёными.
Был в 1919—1921 гг. директором Керченского археологического музея, потом стал первым директором Херсонесского археологического музея в 1924—1927 гг. Основатель и главный редактор «Херсонесского сборника» в 1926—1930, 1959 г. (Вып. I—III, V). Тогда же получил профессорское звание. В 20-е гг. проводил археологические раскопки и исследования Северного Причерноморья, особенно занимался изучением Боспора (на Таманском и Керченском полуостровах), Херсонесса Таврического и Ольвии. С 1927 г. стал работать в Москве на должности заместителя заведующего музейным отделом Наркомпроса РСФСР и заведующим отделом скульптуры Музея изобразительных наук. В 1928 г. он был избран в действительные члены Института археологии и искусствоведения РАНИОН.
В 1932 г. его арестовали (чему, по собственному признанию, способствовал Б. Л. Богаевский) и только в 1939 г. освободили. Однако после освобождения был вынужден переехать в Томск. Работал на профессорской должности и был заведующим кафедры Древней истории Томского университета, преподавал в Томском педагогическом институте (1940—1948 гг.). Занимался археологией Сибири, проводил археологические работы в окрестностях Томска. В 1944 г. стал доктором исторических наук, диссертация была по теме оборонительной системы Херсонеса Таврического. В 1948 г. был уволен и переехал в Нальчик. Там он проработал профессором в Кабардинском педагогическом институте.
В 1953 г. возвратился в Харьков и пребывал там до самого конца своей жизни, занимаясь, как и раньше, исследованием памятников Ольвии и Херсонеса Таврического. С того же года он стал работать в качестве профессора в Харьковском государственном университете, занимая до 1966 г. должность заведующего кафедры Древней истории и археологии ХГУ.
В  1991  г.  кафедра истории  древнего  мира  и  средних  веков Харьковского университета организовала  научную конференцию,  посвященную  100-летию  со  дня  рождения  К. Э. Гриневича.

## Научные работы

### Книги, путеводители и брошюры
- Гриневич К. Э. Исследования подводного города близ Херсонесского маяка. — М., 1931.
- Гриневич К. Э. За новый музей: Херсонесский музей, как первый опыт приложения марксистских идей в музейном строительстве. — Севастополь: Государственный Херсонесский музей, 1928. — 16 с.
- Гриневич К. Э. Опыт методологии археологической науки. — Керчь, 1926. — 56 с.
- Гриневич К. Э. Путеводитель по отчётной выставке результатов раскопок Объединенной историко-археологической экспедиции Томского гос. университета и Томского гос. педагогического института в Басандайке летом 1944 года. — Томск, 1945.
- Гриневич К. Э. Стены Херсонеса Таврического. Ч. I. — Севастополь, 1926.
- Гриневич К. Э. Стены Херсонеса Таврического. Ч. II. — Севастополь, 1926.
- Гриневич К. Э. Сто лет херсонесских раскопок. 1827—1927: Исторический очерк с экскурсионным планом. — Севастополь: Государственный Херсонесский музей, 1927. — 54 с.
- Гриневич К. Э. Херсонес Таврический: История. Руины. Музей: Иллюстрированный путеводитель. — Севастополь: Государственный Херсонесский музей, 1928. — 112 с.

### Статьи
- Гриневич К. Э. Археологические исследования в Керчи // Новый Восток. — 1924. — № 6. — С. 524—525.
- Гриневич К. Э. Вместо монастыря — Музей: Письмо из Херсонеса // Крым. — 1925. — № 1. — С. 80-81.
- Гриневич К. Э. Городище «Прекрасная гавань» в свете новейших данных // Вестник древней истории. — 1949. — № 1. — С. 155—160.
- Гриневич К. Э. К вопросу об экономике архаической Ольвии: По материалам раскопок Харьковского ун-та 1960 г. // Античный город. — М., 1963. — С. 51-54.
- Гриневич К. Э. Керченская археологическая конференция // Крым. — 1927. — № 1. — С. 192—193.
- Гриневич К. Э. Краеведческий музей, его задачи, структура и принципы экспозиции // Краеведение. — 1929. — Т. 6.
- Гриневич К. Э. Новые данные по археологии Кабарды // Материалы и исследования по археологии СССР. — 1951. — № 23. — С. 125—139.
- Гриневич К. Э. О достоверности сведений Геродота об Ольвии // Вестник древней истории. — 1964. — № 1. — С. 105—109.
- Гриневич К. Э. Оборона Боспора Киммерийского // Вестник древней истории. — 1946. — № 2. — С. 160—165.
- Гриневич К. Э. Работа Кафедры истории Томского государственного университета им. В. М. Куйбышева // Вопросы истории. — 1946. — № 2-3. — С. 156—157.
- Гриневич К. Э. Разведка древнейшей оборонительной стены Херсонеса в 1927 г. // Вторая конференция археологов СССР в Херсонесе 10-13 сентября 1927 г.: По случаю столетия херсонесских раскопок (1827—1927). — Севастополь, 1927. — С. 20-23.
- Гриневич К. Э. Раскопки в Херсонесе Таврическом в 1926 г. // Сообщения Государственной Академии истории материальной культуры. — 1926. — Т. 1. — С. 321—325.
- Гриневич К. Э. Сто лет херсонесских раскопок // Научный работник. — 1927. — № 9. — С. 28—31.
- Гриневич К. Э. К вопросу о методике археологии // Сообщения Государственной академии истории материальной культуры. — 1931. — № 4/5. — С. 7—17.
- Гриневич К. Э. Херсонес и Рим // Вестник древней истории. — 1947. — № 2. — С. 228—236.
- Гриневич К. Э. Юз-Оба: (Боспорский могильник IV в. до н. э.) // Археология и история Боспора: Сборник статей. — Симферополь, 1952. — Т. 1. — С. 129—147.